# Портовјехо
Портовјехо (шп. Portoviejo), је град у Еквадору, и главни је град провинције Манаби. Удаљена је  30 kilometres (19 miles) од пацифичке обале и има популацију од 250.000 становника.

## Економија
Портовјехо је главни политички и економски центар долине Портовјехо, која укључује и кантоне Санта Ана и Рокафуерте, где се годишње обрађује око 110 квадратних километара земље.
У долини се узгајају парадајз, лук, паприка, банана, манго и друго тропско воће. Град, који је био погођен економском кризом осамдесетих и деведесетих, сада се опоравља, али озбиљна буџетска ограничења и огромне стопе незапослености отежавају опоравак локалним властима. Мештани су веома љубазни и чини се да су добро образовани.
Традиционална кухиња из Манабија потиче из Портовјеха и добро је позната у Еквадору. Заступљен је у већини ресторана у земљи дуж аутопута Портовјехо - Крусита.

## Историја
Портвјехо је основао Франциско Пачеко. Он је, поступајући како му је наређено, се укрцао на брод у селу званом Пикуаза и у најбољем, како му се чинило, месту, основао и населио град Порто Вјехо, који је тада назвао градом. Био је то на дан Светог Џорџа, 12. марта 1535. а основао га је у име краља Карла. Сазнавши за ово освајање и насељавање капетана Франциска Пачека, Педро де Пуељес је напустио Кито са многобројним насељеницима (где је прошао и капетан Себастијан де Белалказар, који је био главни гувернер Дон Франциска Пизара) да насели исту обалу Јужног мора. И поред међусобних сукоба ипак је основан град који су назвали Ла Виља Нуева де Сан Грегорио де Поратавјехо „La Villa Nueva de San Gregorio de Portoviejo “.
Један од најпознатијих песника рођених у Портовјеху био је Висенте Амадор Флор, који је написао много песама о граду.
Јаки земљотрес је 16. и 17. априла 2016. године погодио регион. Портовјехо је претрпио огромна оштећења и био је велики брих мртвих као последица земљотреса.

## Географија

### Клима
Портовјехо има врућу полусушну климу, са константно веома топлим до врућим условима током целе године. Напредовање и повлачење хладне Хумболдтове струје значи да постоје две сезоне: дуга сушна сезона од маја до децембра и кратка влажна сезона од јануара до априла. Кишна сезона је прилично нестабилна због јужне осцилације Ел Ниња:. у Ел Нињо годинама падавине могу бити неколико пута веће од дугорочних.
| Клима Портовјехо, Еквадор                      | Клима Портовјехо, Еквадор | Клима Портовјехо, Еквадор | Клима Портовјехо, Еквадор | Клима Портовјехо, Еквадор | Клима Портовјехо, Еквадор | Клима Портовјехо, Еквадор | Клима Портовјехо, Еквадор | Клима Портовјехо, Еквадор | Клима Портовјехо, Еквадор | Клима Портовјехо, Еквадор | Клима Портовјехо, Еквадор | Клима Портовјехо, Еквадор | Клима Портовјехо, Еквадор |
| Показатељ \ Месец                              | .Јан.                     | .Феб.                     | .Мар.                     | .Апр.                     | .Мај.                     | .Јун.                     | .Јул.                     | .Авг.                     | .Сеп.                     | .Окт.                     | .Нов.                     | .Дец.                     | .Год.                     |
| ---------------------------------------------- | ------------------------- | ------------------------- | ------------------------- | ------------------------- | ------------------------- | ------------------------- | ------------------------- | ------------------------- | ------------------------- | ------------------------- | ------------------------- | ------------------------- | ------------------------- |
| Просек, °C (°F)                                | 25,9 (78,6)               | 26,0 (78,8)               | 28,7 (83,7)               | 26,2 (79,2)               | 25,6 (78,1)               | 24,7 (76,5)               | 24,1 (75,4)               | 24,0 (75,2)               | 24,1 (75,4)               | 24,4 (75,9)               | 24,6 (76,3)               | 25,4 (77,7)               | 25,31 (77,57)             |
| Количина кише, mm (in)                         | 89,9 (3,539)              | 114,7 (4,516)             | 107,1 (4,217)             | 59,6 (2,346)              | 26,1 (1,028)              | 20,3 (0,799)              | 10,4 (0,409)              | 2,1 (0,083)               | 4,0 (0,157)               | 2,7 (0,106)               | 4,6 (0,181)               | 15,9 (0,626)              | 457,4 (18,007)            |
| Дани са кишом (≥ 1 mm)                         | 10                        | 12                        | 12                        | 8                         | 3                         | 2                         | 1                         | 1                         | 1                         | 1                         | 1                         | 2                         | 54                        |
| Извор: HKO [Hong Kong Observatory] (1961–1990) |                           |                           |                           |                           |                           |                           |                           |                           |                           |                           |                           |                           |                           |